# Баскские горы
Баскские горы (исп. Montes Vascos, баск. Euskal Herriko arkua) — горный хребет на севере Испании.
Высшая точка — вершина Айчури (1551 м) в массиве Айскорри.
Геологически Баскские горы сложены известняками. Расположены восточнее Кантабрийских гор и западнее Пиренейских. По строению схожи с Кантабрийскими, с более мягкими очертаниями вершин и склонов, и считаются их восточной частью, но в некоторых источниках выделяются в отдельную горную систему.
Хребет является водоразделом Средиземного моря и Бискайского залива. На склонах гор распространены бук, дуб, берёза. Как и вся цепь Кантабрийских гор, Баскские отделяют засушливую Месету и Зелёную Испанию. В горах созданы природоохранные территории.
Снежный покров даже зимой нестабилен. Циклоны с Бискайского залива часто вызывают его таяние, что приводит к наводнениям в северной части провинции Алава.